# هنرهای نگاشتاری

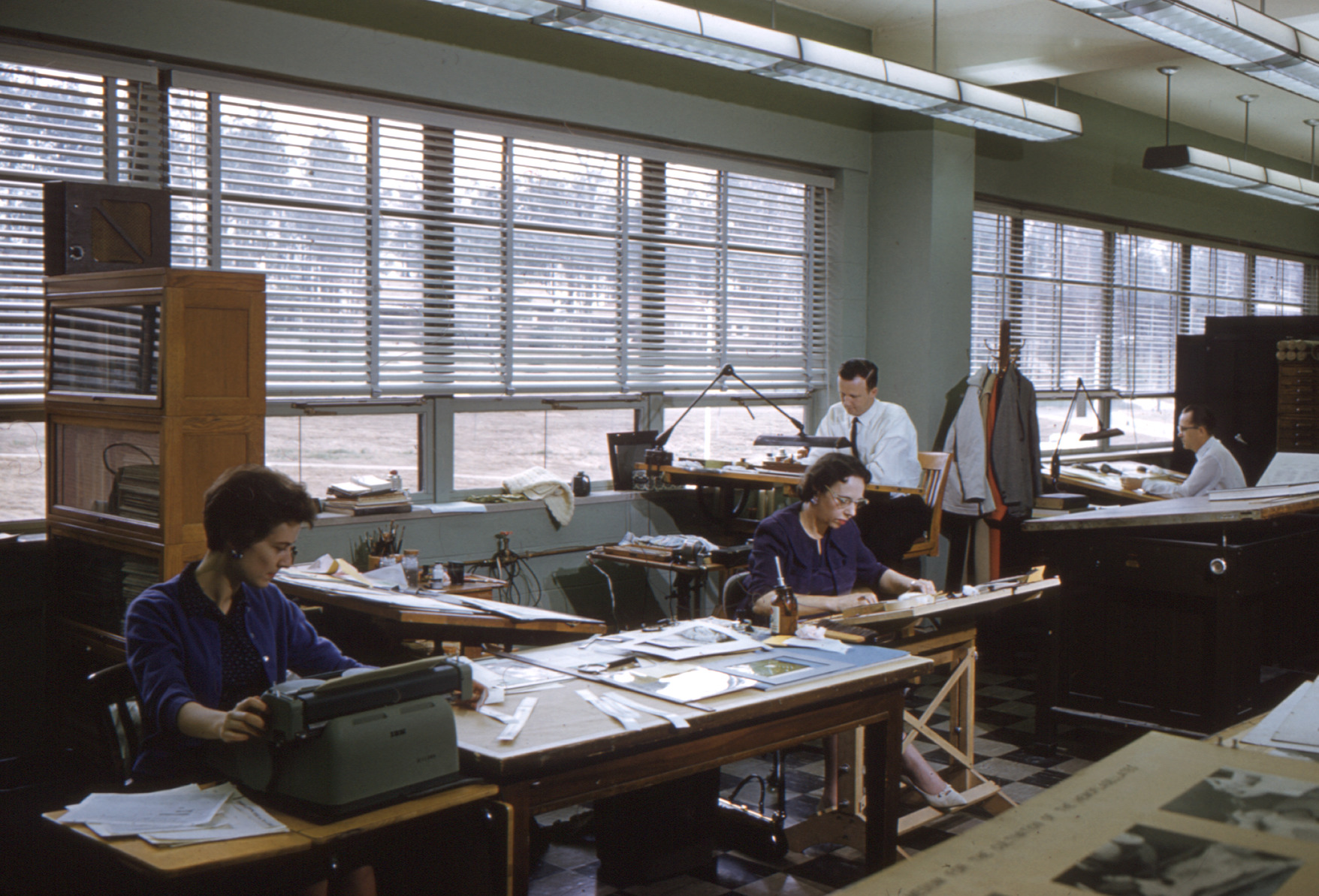
هنرمندان نگاشتاری مشغول به کار در دههٔ ۱۹۶۰ میلادی

هنرهای نگاشتاری یا هنرهای گرافیکی دامنه گسترده‌ای از نمایش هنرمندانهٔ دیداری را شامل می شود، به طور معمول دوبعدی، یعنی در سطح درست می‌شود. این اصطلاح معمولاً به هنرهایی گفته می‌شود که بیش از رنگ بر تون یا خط متکی است، به ویژه نقاشی و انواع مختلف حکاکی. گاهی به طور خاص به فرایندهای چاپ اشاره دارد. هنر نگاشتاری افزون بر آن شامل خوشنویسی، عکاسی، نقاشی، نویسه‌نگاری، نگاشتار رایانه‌ای و صحافی نیز می‌شود. همچنین نقشه‌ها و طرح‌های ترسیم‌شده برای طراحی‌های داخلی و معماری را دربرمی‌گیرد. 

## پی‌نوشت و منبع
1. ↑  «هنرهای نگاشتاری» [هنرهای تجسمی] هم‌ارزِ «graphic arts, graphics, graphic design»؛ منبع: گروه واژه‌گزینی. دفتر چهارم. فرهنگ واژه‌های مصوب فرهنگستان. تهران: انتشارات فرهنگستان زبان و ادب فارسی. شابک ۹۶۴-۷۵۳۱-۵۹-۱ (ذیل سرواژهٔ هنرهای نگاشتاری)
2. ↑  "Graphic art." Encyclopædia Britannica. Britannica.com. Retrieved 21 February 2016.
3. ↑  "Graphic art." The Oxford Dictionary of Art. 3rd ed. Ed. Ian Chilvers. Oxford: Oxford University Press, 2004. p. 309.
4. ↑  Mayer, Ralph (1992). "Graphic arts, or graphics." The HarperCollins Dictionary of Art Terms and Techniques. 2nd ed. Revised and edited by Steven Sheehan. New York: Harper Perennial. p. 182.